# Azerbaïdjan au Concours Eurovision de la chanson 2021
L'Azerbaïdjan est l'un des trente-neuf pays participants du Concours Eurovision de la chanson 2021, qui se déroule à Rotterdam aux Pays-Bas. Le pays est représenté par la chanteuse Samira Efendi — sous le nom de scène Efendi — et sa chanson  Mata Hari, sélectionnées en interne par le diffuseur azéri İTV. Le pays se classe 20e avec 65 points lors de la finale.

## Sélection
Le diffuseur azéri İTV annonce sa participation à l'Eurovision 2021 le 20 mars 2020, soit deux jours après l'annulation de l'édition 2020. Le pays confirme dès lors la reconduction de la chanteuse Samira Efendi comme représentante du pays. Sa chanson, intitulée Mata Hari, est présentée au public le 15 mars 2021.

## À l'Eurovision
L'Azerbaïdjan participe à la première demi-finale du 18 mai 2021. Elle s'y classe 8e avec 138 points, se qualifiant donc pour la finale. Lors de celle-ci, elle termine à la 20e place avec 65 points.